# Ojo Caliente
Ojo Caliente är en ort i Mexiko.   Den ligger i kommunen Santa María del Río och delstaten San Luis Potosí, i den centrala delen av landet, 300 km nordväst om huvudstaden Mexico City. Ojo Caliente ligger 1 754 meter över havet och antalet invånare är 1 305.
Terrängen runt Ojo Caliente är kuperad åt sydost, men åt nordväst är den platt. Ojo Caliente ligger nere i en dal. Runt Ojo Caliente är det ganska glesbefolkat, med 22 invånare per kvadratkilometer. Närmaste större samhälle är Santa María del Río, 5,8 km söder om Ojo Caliente. Omgivningarna runt Ojo Caliente är i huvudsak ett öppet busklandskap.